# Eustala richardsi
Eustala richardsi là một loài nhện trong họ Araneidae.
Loài này thuộc chi Eustala. Eustala richardsi được Cândido Firmino de Mello-Leitão miêu tả năm 1939.